# Cretón
En la mitología griega Cretón era un héroe aqueo que luchó en la guerra de Troya.
Era hijo de Diocles, rey de Feras, y hermano gemelo de Orsíloco. Ambos participaron en el asedio a Troya, pero murieron a manos de Eneas. A la muerte de Diocles sin hijos varones, el trono de Feras pasó a los hijos de Anticlea, su única hija.